# Ranma ½
Autre
Ranma ½ (らんま½, Ranma nibun no ichi) est un manga de Rumiko Takahashi. Il a été prépublié entre 1987 et 1996 dans le magazine Weekly Shōnen Sunday de l'éditeur Shōgakukan et a été compilé en un total de trente-huit volumes. La version française est éditée par Glénat.
Il raconte l'histoire pleine de rebondissements et quiproquos de Ranma Saotome et de sa fiancée Akane Tendô. Beaucoup de personnages se transforment au contact de l'eau froide ce qui provoque de nombreux gags et péripéties.
Le manga est adapté deux fois en anime : le premier, Ranma ½, diffusée entre 1989 et 1992, et le second produit par le studio MAPPA est diffusée depuis octobre 2024.

## Histoire

### Synopsis
L'histoire commence chez la famille Tendô, qui réside à Nerima (arrondissement de Tokyo), et reçoit la visite d'amis de la famille : Genma Saotome et son fils Ranma. Les pères des deux familles ont arrangé le mariage de Ranma avec l'une des trois filles Tendô depuis très longtemps, afin d'unir leurs deux écoles d'arts martiaux et poursuivre l'exploitation du dojo familial Tendô. Ranma est un beau lycéen très doué en arts martial, spécialement esquiver.
Tout irait pour le mieux si M. Saotome n'était pas un irresponsable qui par son imprudence a fait que son fils Ranma a le corps qui se transforme, sous l'effet de l'eau froide, en celui d'une ravissante jeune fille rousse (dans l'animé) qui conserve ses capacités martiales, tandis que Genma lui-même se transforme en panda géant. Il apparaitra plus tard que ce n'est pas sa seule bévue, amenant encore d'autres problèmes dans la vie de Ranma et d'Akane (la fille Tendô qui devient la fiancée de Ranma).
La double apparence de Ranma, ainsi que les autres transformations en humain ou en animal de plusieurs autres protagonistes constituent la source de nombreux quiproquos et coups de théâtre dans Ranma ½, au gré des expositions à l'eau froide (transformation) ou chaude (retour à la normale). Il en résulte suspense et effets comiques à un rythme effréné, d'autant que les transformations sont généralement un secret honteux connu d'un petit cercle d'intimes, qui peuvent en user comiquement.

### Développement
Ranma et sa fiancée Akane, benjamine de la famille Tendô, vont affronter beaucoup de problèmes, tels que :
- Les rivalités en amour des personnages. Ranma traîne trois autres prétendantes/fiancées importantes : Shampoo, l'Amazone chinoise qui veut l'épouser parce qu'il l'a vaincue en duel et qui se transforme en chat ; Ukyô, l'amie d'enfance que Genma avait fiancée à un Ranma âgé de cinq ans ; Kodachi, la gymnaste douée en herboristerie qui a le coup de foudre soudain pour Ranma… Ranma traîne aussi un prétendant : Tatewaki Kunô, un kendoka amoureux de Ranma fille (qu'il appelle « la fille à la natte », osage no onna). De son côté, Akane traîne trois prétendants également : le même ; Tatewaki Kunô, qui ne peut jamais se décider entre l'amour d'Akane et celui de la fille à la natte, amour qu'il a créé de toutes pièces, Gosunkugi et Ryôga, un ami d'enfance de Ranma, devenu son rival rancunier par la suite.

- Des adultes envahissants : Cologne, l'arrière-grand-mère de Shampoo qui soutient cette dernière dans son entreprise ; Happôsai, le vieillard pervers et accessoirement le maître du père de Ranma et du père d'Akane, dont le passe-temps favori est de voler des sous-vêtements féminins. Ces deux-là sont de grands maîtres en arts martiaux et jamais à court de techniques bizarres, ruses vicieuses et autres coups bas.

- Ranma et Akane sont aussi têtus et fiers l'un que l'autre, et ils ne prennent pas de gants. La série les montre à la fois cohabitant paisiblement et rivaux face à la question des fiançailles.

- Des ennemis divers et variés. À mesure que l'histoire passe, les origines de leurs adversaires se diversifient considérablement et sortent du cadre des lycées de Nerima et des environs.

Entre tous ces rivaux et rivales jaloux, la vie de Ranma et d'Akane s'avère périlleuse.
La série change quelque peu de ton après l'arrivée de la mère de Ranma (volume 22, soit environ la moitié de l'œuvre originale et la fin de la série télévisée). Les bonnes vieilles histoires comiques basées sur des arts martiaux délirants s'espacent pour laisser un peu plus de place au développement des personnages. C'est aussi à partir de là que se multiplient les personnages aux pouvoirs clairement fantastiques, jusqu'à l'apothéose qu'est la fin, une massive histoire de deux tomes qui passe par des tons plus variés qu'à l'ordinaire.

## Éléments principaux de la série

### Présentation
L'œuvre présente plusieurs visages :
- La découverte de l'amour et de l'amitié par des jeunes :
  - les héros, tous adolescents, sont confrontés à toutes les situations relationnelles imaginables : triangle amoureux voire quatuor et plus, fiançailles organisées, amour-haine, amour-amitié, amour secret, rivalité-amitié, proximité ou éloignement forcés, jalousie, amours multiples, etc., avec rien ni personne pour les préparer ou les guider et savoir gérer ces situations autrement que par des défis et des combats (au contraire : les obstacles s'accumulent, même de la part des parents). L'univers de Ranma ½ reste néanmoins comique, et non tragique, sur ce point également, et dans l'ensemble se termine bien, avec des personnages qui finissent par se respecter, voire s'aimer. Ainsi Ranma, malgré son éternelle rivalité contre Ryôga, finira au fil du temps par le considérer comme son seul ami.
  - le changement de sexe (incontrôlé et fréquent) du personnage principal, dont le corps oscille entre une fille et un garçon (sans pour autant changer de mentalité), amène un garçon à se trouver littéralement à la place d'une fille, et ainsi se confronter à des situations qu'elles connaissent mais pas lui (prétendant trop insistant par exemple), et qu'il gère souvent de façon masculine.

- Une comédie à plusieurs titres : 
  - Les personnages évoluent dans un monde semi-cartoonesque : le monde est relativement normal, à l'exception des coups assénés ou reçus qui sont colossaux mais sans conséquences durables (les blessés guérissent sans séquelles et après une destruction les objets, murs, bâtiments etc. sont de nouveaux en état ). Il existe les arts martiaux les plus improbables : cuisine martiale, cérémonie du thé martiale, gymnastique rythmique martiale, livraison de nouilles martiale… Les personnages peuvent se métaphorphoser, mais le déclencheur (l'eau froide) comme le résultat (en panda, cochon, fille, chat, etc.) ne sont ni héroïques ni monstrueux en eux-mêmes (pas de super pouvoir ni d'apparences dégoutantes).
  - Ils sont confrontés à de nombreux "secrets vieux de trois mille ans" occasions de situations périlleuses (ou prometteuses) comme c'est fréquemment le cas dans des séries sérieuses, sauf cela donne un déroulement plus loufoque qu'épique. Tout cela donne des occasions de défis permanents et parfaitement futiles (à l'exemple de la terrible lutte pour un poil de moustache de dragon, qui donne le pouvoir ... de faire repousser les cheveux).
  - En même temps, Les héros sont plongés dans des situations vaudevillesques et confrontés à d'autres personnages aux travers étudiés ; ces situations sont régulièrement graveleuses, les héros étant mis dans un lieu où seul l'autre sexe est normalement admis, ou encore le héros, de par son changement de sexe en fille (mais sans qu'il change de mentalité) est confronté à l'attirance d'un ennemi.
  - Le principal ressort de ce Vaudeville est la métamorphose récurrente des personnages (voir plus bas), spécialement Ranma et Ryoga ; d'autant qu'ils veulent la garder secrète et qu'ils ne la contrôle quasiment pas. Elle amène nombres de situations burlesques et de quiproquos, où ils doivent jongler entre deux apparences ; même quand ils ne se métaphorphosent pas les personnages ont souvent un deuxième aspect qui les amène à changer du tout au tout d'un moment à l'autre, ce qui a un effet asset similaire en termes de situationc (Kono ou Kodachi par exemple, passant d'une scène à l'autre de féroce à tendre).
  - Les valeurs traditionnelles sont largement inversées : les parents sont irresponsables, les anciens sont dépourvus de la moindre sagesse, étant soit des poids morts (Soun, Genma), soit des parasites et des sources de problèmes (Happôsai, Cologne) dans la vie quotidienne ; ce sont toujours les jeunes qui doivent se battre pour résoudre tous les problèmes ; la transmission des traditions martiales des maîtres (Genma, Soun, Happôsai, Cologne…) vers les disciples (Ranma, Akane, Ryôga, Shampoo, Mousse, etc.) reste bien présente mais dans des conditions très tordues. Cet aspect traduit dans Ranma ½ (mais sur un mode humoristique) le thème toujours très actuel du conflit des générations et des mentalités traditionalistes et modernes (les premières étant d'ailleurs largement portés par les jeunes, paradoxalement).

### Les métamorphoses
Tous les personnages capables de se transformer sont tombés dans l'une des nombreuses sources maléfiques de Jusen (Jusenkyo), en Chine : dans chacune, un être vivant s'y est noyé, et depuis, quiconque y tombe prend par la suite la forme de cet être vivant à chaque contact avec de l'eau froide, pour qu’il reprenne leur forme originale il faut être en contact avec l'eau chaude.
| Personnage              | Apparence originelle   | Transformation (eau froide)                                       |
| ----------------------- | ---------------------- | ----------------------------------------------------------------- |
| Ranma Saotome & Herbe   | Garçon                 | Fille                                                             |
| Genma Saotome           | Homme                  | Panda                                                             |
| Ryôga Hibiki            | Garçon                 | Porcelet noir                                                     |
| Shampoo                 | Fille                  | Chatte rose/violette                                              |
| Mousse                  | Garçon                 | Canard                                                            |
| Rouge                   | Fille                  | Ashura (divinité hindoue à trois têtes et six bras)               |
| Tarô dit « le collant » | Garçon                 | Créature hybride de yéti, taureau, grue et anguille (puis poulpe) |
| Rakkyôsai               | Vieillard              | Enfant                                                            |
| Koruma & Masara         | Hybrides humain-oiseau | Humains                                                           |
| Kiima                   | Hybride humaine-oiseau | D'abord en humaine, puis en Akane                                 |

### Relations entre personnages

#### Amours réciproques
- Ranma Saotome (Ranma Vincent) et Akane Tendô (Adeline Gallant)

Ce couple existe dès le départ, mais à la fois créé et contrarié par les fiançailles décidées par les parents : Ranma et Akane expriment tous deux qu'ils refusent cet arrangement, tout en se comportant de facto comme s'ils l'acceptaient. De plus, si l'un comme l'autre ont plusieurs autres prétendants, eux n'ont pas d'autres personnes en vue : même si c'est uniquement (au départ) en raison de l'arrangement, l'un comme l'autre ne s'envisagent en couple qu'ensemble et avec personne d'autre. En même temps, Ranma exprime qu'il trouve Akane sans charme, peu féminine, et Akane lui répond qu'elle est ravie de ne pas plaire à un goujat pareil. L'un comme l'autre sont (au début) sincères quand ils agissent ainsi. Toute la série tourne autour de l’ambiguïté entre l'évidence et le refus de ce couple.
Ils sont à l'aise l'un avec l'autre (tant qu'il n'y a rien de sexuel), expriment volontiers le plaisir de se voir, et sont (pour l'essentiel) honnêtes et bienveillants l'un avec l'autre : ils se montrent l'un à l'autre tels qu'ils sont, se le disent, et s'intéressent à l'autre suffisamment pour chercher à faire ce qui est important (contrairement à leurs autres prétendants respectifs, qui ne s’intéressent manifestement pas profondément à leur objet, et ne cherche à l'obtenir que par des petites ruses superficielles). De plus il y a des actes qui parlent plus que les paroles : d'innombrables fois l'un vole au secours de l'autre ou protège l'honneur de l'autre, sans penser aux risques, et se retrouve bien embarrassé quand quelqu'un souligne cet acte désintéressé.
Ranma, au début et contrairement à d'autres personnages (Ryoga et Kuno notamment), n'est pas montré dans l'anime s'imaginant joyeusement dans des situations érotiques ou matrimoniales avec Akane, et recherchant à créer de telles situations. Il n'est pas non plus jaloux. Cela ne le dérange pas que Ryoga soit dorloté par Akane quand il est changé en cochonet (dans la limite où elle n'en pâtit pas, mais c'est bien pour la protéger elle et non pour son ego qu'il pose des limites à Ryoga), et il ne se rêve pas à sa place. Il ne pense qu'à relever des défis ou se débarrasser de sa métamorphose. Ainsi, si on lui propose une sortie avec Akane, il n'est pas intéressé, mais si on lui précise que cela lui donne une chance de régler son problème, il saute de joie (ce qui est vexant pour elle). Il ne montre, au début, aucun intérêt sexuel pour personne, agissant au fond comme un gamin prépubère, qui ne comprend pas et ne cherche pas à comprendre l'amour.
De même, au début, Akane, contrairement à d'autres personnages (Shampoo, Kodachi, etc.), n'est pas montré dans l'anime s'imaginant en couple avec Ranma. En revanche, elle est plus évoluée en amour que Ranma. Au tout début de série, elle démontre un intérêt pour le docteur Tofû (limité par le fait qu'il est gaga pour sa sœur Kasumi). Elle se rend compte bien avant Ranma de son amour, et elle est contrariée que lui reste aussi inconscient. Elle commence avant lui à proposer des sorties ensemble, à démontrer une jalousie, à exprimer à haute voix (mais hors de ses oreilles à lui) qu'elle l'aime (et qu'il n'est qu'un nigaud de ne pas s'en rendre compte) etc. Ranma est plus lent et tardif.
L'amour qu'ils éprouvent l'un pour l'autre apparait plus évident dans la seconde moitié de l'œuvre (alors que la seule partie connue des gens qui n'ont vu que la série télévisée est la première moitié), quand chacun d'eux avoue son amour, à plusieurs reprises, hors de portée des oreilles de l'autre. Akane le fait plus facilement que Ranma, mais regrette de ne pas pouvoir exprimer ses sentiments par timidité (c'est d'ailleurs la seule situation où le mot "timide" peut s'appliquer à elle). Ranma se dit (à lui-même) qu'il tombe amoureux d'Akane tous les quinze jours.
Enfin, Rumiko Takahashi a semé quelques petits détails très discrets qui révèlent la complémentarité de Ranma et Akane. Ainsi, Akane s'avère être une vraie brute dans son sommeil : elle donne des coups autour d'elle, avec tant de force que même Happôsai n'arrive pas à s'en défaire. De l'autre côté, Ranma est un tel champion de l'esquive qu'il parvient à éviter les attaques de Ryôga sans se réveiller. Les deux sont donc bien faits l'un pour l'autre.
- Happosai et Cologne

Jeunes, ils étaient amoureux mais ne se le sont jamais avoués. Happosai était déjà un insupportable pervers, mais avec un coté touchant et une sincérité qui a charmé Cologne, qui était une grande et belle jeune fille. Ils conservent une certaine nostalgie de cette époque mais rien de plus.

#### Amours à sens unique
De nombreux personnages (Ryôga, Shampoo, Mousse, Kodachi, Ukyô, Kunô, Gosunkugi) ressentent de l'amour pour d'autres (en général Ranma, Akane et Shampoo) sans que leurs sentiments ne soient partagés, Cela fait le sel de la série, provoque de nombreux rebondissements et quiproquos. Liste des personnages concernés : 
- Shampoo aime Ranma (garçon) puis accepte Ranma fille quand elle découvre la vérité (il l'est d'ailleurs cité dans l'un des épisodes des animés que Shampoo ne cherche pas à flirter avec Ranma quand ce dernier est une fille, épisode 16) ; elle n'hésite pas tenter tout moyen sournois (sédatif, magie ...) pour se l'attacher ;
- Mousse aime Shampoo ;
- Kodachi aime Ranma (garçon) ;
- Ukyô aime Ranma (garçon) puis fille ;
- Kunô aime Akane et Ranma (fille) ;
- Gosunkugi aime Akane ;
- Dr. Tôfû Ono aime Kasumi Tendô ; elle le rend completement gaga, bafouillant, maladroit (et dangereux pour un patient s'il est en train de le soigner). Elle de son côté l'apprécie et le trouve amusant mais sans comprendre qu'elle est la source de ce comportement. Il est le seul autre homme qu'elle fréquente volontiers, lui apportant à manger ou lui empruntant des livres, mais rien n'indique qu'elle le souhaite ou même l'envisage comme amoureux ; rien n'indique non plus qu'elle le refuserait, mais comme il coince à se déclarer, rien ne se passe.
- Akari Unryû aime Ryôga ;
- Ryôga aime Akane ; il recherche activement son contact, même seulement sous forme de P-chan le cochonnet, mais il oscille entre une certaine conscience de l’impossibilité qu'elle l'aime et la nécessité pour lui de partir loin (tant pour lui que pour elle), et le souhait de tenter quand même sa chance (ce qu'il est incapable de faire). Sa relation avec Akari est moins claire ; certains éléments comme dans le tome 31, montrent que Ryôga considère Akari comme sa petite amie et qu'il l'aime jusqu'à parfois en oublier Akane.
- Haposai "aime" toutes les filles : le contact physique avec elles ou au moins avec leur lingerie (qu'il vole) est une condition de sa santé. Dans un épisode par amour plus profond pour une femme il se discipline pour faire disparaitre son goût pervers, mais cela le mène aux portes de la mort, et sauvé par une montagne de culottes, il se fait jeté par cette femme découvrant cet aspect d'Haposai, qui revient alors à son état précédent.
- Hinako Ninomya (prof de Ranma) tombe amoureuse de Soun Tendo

## Manga

### Première édition
L'œuvre originale compte 38 volumes comportant un total de 407 chapitres.
La série est entièrement disponible en français chez Glénat. Pour cette première version, le sens de lecture a été occidentalisé (première page à gauche), donc tous les dessins ont été retournés. Par exemple, les personnages ont le cœur à droite. Le travail de retournement des pages s'est accompagné d'une grande détérioration graphique : beaucoup d'éléments visuels sont masqués ou brouillés par rapport à la version japonaise.
1. La Source maléfique, 02/1994	 (ISBN 2-87695-227-0)
2. La Rose noire, 04/1994	 (ISBN 2-87695-230-0)
3. L'Épreuve de force, 06/1994	 (ISBN 2-87695-231-9)
4. La Guerre froide, 08/1994	 (ISBN 2-87695-233-5)
5. Les Félins, 10/1994	 (ISBN 2-7234-1845-6)
6. L'Ancêtre, 01/1995	 (ISBN 2-7234-1852-9)
7. L'Affront, 08/1995	 (ISBN 2-7234-1935-5)
8. Roméo et Juliette, 04/1996	 (ISBN 2-7234-2017-5)
9. Le Cordon bleu, 09/1996	 (ISBN 2-7234-2107-4)
10. Le Bracelet magique, 02/1997	 (ISBN 2-7234-2286-0)
11. La Recette miraculeuse, 04/1997	 (ISBN 2-7234-2287-9)
12. La Folie du principal, 06/1997	 (ISBN 2-7234-2288-7)
13. La Vengeance d'Happôsai, 08/1997	 (ISBN 2-7234-2289-5)
14. Le Graffiti mystérieux, 10/1997	 (ISBN 2-7234-2290-9)
15. La Natte de Ranma, 02/1998	 (ISBN 2-7234-2291-7)
16. Le Combat des gourmets, 04/1998	 (ISBN 2-7234-2478-2)
17. Le Piège de Nabiki, 06/1998	 (ISBN 2-7234-2479-0)
18. L'Homme aux collants, 08/1998	 (ISBN 2-7234-2658-0)
19. L'île aux pastèques, 10/1998	 (ISBN 2-7234-2680-7)
20. La Victoire de Ryôga, 02/1999	 (ISBN 2-7234-2789-7)
21. Tel père, tel fils, 04/1999	 (ISBN 2-7234-2794-3)
22. La Mère de Ranma, 06/1999	 (ISBN 2-7234-2806-0)
23. Un piège tentaculaire, 09/1999	 (ISBN 2-7234-2921-0)
24. Le Trio infernal, 11/1999	 (ISBN 2-7234-2934-2)
25. Le Disciple d'Happôsai, 02/2000	 (ISBN 2-7234-3070-7)
26. Le Pays des géants, 04/2000	 (ISBN 2-7234-3071-5)
27. La Grotte de la séparation, 06/2000	 (ISBN 2-7234-3072-3)
28. L'Ombre de Ranma, 08/2000	 (ISBN 2-7234-3073-1)
29. Sacrées Jumelles, 10/2000	 (ISBN 2-7234-3074-X)
30. Un amour de cochon, 02/2001	 (ISBN 2-7234-3484-2)
31. La Malédiction de la poupée, 04/2001	 (ISBN 2-7234-3509-1)
32. La Belle et la Bête, 06/2001	 (ISBN 2-7234-3558-X)
33. Les Champignons magiques, 08/2001	 (ISBN 2-7234-3631-4)
34. Combat de filles, 10/2001	 (ISBN 2-7234-3634-9)
35. La Belle Ninja Konatsu, 02/2002	 (ISBN 2-7234-3635-7)
36. Le Poulpe géant, 05/2002	 (ISBN 2-7234-3691-8)
37. L'Assèchement des sources, 07/2002	 (ISBN 2-7234-3692-6)
38. Le Mariage, 09/2002	 (ISBN 2-7234-3693-4)

### Perfect Edition
Une édition Perfect est parue au Japon entre juillet 2016 et janvier 2018. Cette édition compresse en vingt volumes l'ensemble des trente-huit volumes de l'édition originale. Elle comprend aussi des interviews inédites de Rumiko Takahashi sur l'origine des personnages dépeintes dans l'œuvre.
Dans les pays francophones, elle est disponible chez Glénat depuis octobre 2017, cette fois-ci dans le sens de lecture japonais.
| no | Japonais          | Japonais          | Français          | Français          |
| no | Date de sortie    | ISBN              | Date de sortie    | ISBN              |
| --- | ----------------- | ----------------- | ----------------- | ----------------- |
| 1 | 15 juillet 2016   | 978-4-09-127270-6 | 18 octobre 2017   | 978-2-344-02530-7 |
| Liste des chapitres : - 1re partie - Voilà Ranma - 2e partie - Le secret de Ranma - 3e partie - Je hais les garçons ! - 4e partie - Jamais je ne l'accepterai ! - 5e partie - Pour la fille à la bouilloire, dans l'arbre - 6e partie - Corps et âme - 7e partie - Tu le sauras bien assez tôt - 8e partie - Il aime déjà quelqu'un d'autre - 9e partie - Tu es jolie quand tu souris - 10e partie - L'homme qui poursuivait Ranma - 11e partie - Confrontation - 12e partie - Confrontation, suite - 13e partie - Blessure morale - 14e partie - T'es vraiment pas sympa - 15e partie - La transformation de Ryoga - 16e partie - C'est normal de t'en vouloir |                   |                   |                   |                   |
| 2 | 15 juillet 2016   | 4-09-127275-4     | 3 janvier 2018    | 978-2-344-02619-9 |
| Liste des chapitres : - 17e partie - Kodachi la rose noire - 18e partie - La rose noire amoureuse - 19e partie - Occupe-toi bien de ma sœur - 20e partie - Tu vas me faire le plaisir de perdre - 21e partie - Gymnastique rythmique et martiale - 22e partie - Je renonce à lui - 23e partie - L'adorable Charlotte - 24e partie - Un baiser sur la glace - 25e partie - Des lèvres troublées - 26e partie - Lip Battle - 27e partie - Je ne te lâcherai pas - 28e partie - Dos au mur - 29e partie - Ryoga explose - 30e partie - Le geyser de l'amour - 31e partie - Le baiser mortel - 32e partie - Wo ai ni - 33e partie - Akané VS Shampoo |                   |                   |                   |                   |
| 3 | 18 août 2016      | 4-09-127276-2     | 18 avril 2018     | 978-2-344-02762-2 |
| Liste des chapitres : - 34e partie - Le shampooing fatal - 35e partie - Le mélange n° 119 - 36e partie - Bie Liao - 37e partie - À la recherche d'un point faible - 38e partie - J'ai trouvé ton point faible - 39e partie - Invitation pour l'enfer des félins - 40e partie - Panique féline - 41e partie - Tu aurais fait pareil avec n'importe qui - 42e partie - Le retour de Shampoo - 43e partie - Mousse passe à l'attaque - 44e partie - Spectacle martial - 45e partie - Contre l'hypersensibilité - 46e partie - La pilule du phénix - 47e partie - Bataille entre les stands - 48e partie - Sus à la pastèque - 49e partie - Duel balnéaire pour des épousailles - 50e partie - L'assaut du poisson chat - 51e partie - Tu veux faire équipe avec moi ? - 52e partie - Entraînement et tambouille - 53e partie - Le point de désintégration - 54e partie - L'immortel |                   |                   |                   |                   |
| 4 | 16 septembre 2016 | 4-09-127277-0     | 16 mai 2018       | 978-2-344-02880-3 |
| - 55e partie - Duel désintégrant - 56e partie - Cérémonie du thé martiale - 57e partie - La gente Satsuki - 58e partie - Mariage arrangé - 59e partie - Course de livraison martiale - 60e partie - On fonce vers l'arrivée - 61e partie - Bon appétit - 62e partie - Moi, manger ça ? - 63e partie - Le réveil du mal - 64e partie - Pas n'importe qui - 65e partie - Bataille aux bains publics - 66e partie - Moonlight Bomber - 67e partie - La colère de Happosai - 68e partie - Le répulsif anti-femmes - 69e partie - Contre-attaque père et fils - 70e partie - Nan Niquan instantanée - 71e partie - Pas besoin d'aide - 72e partie - Le terrible voleur de pancartes - 73e partie - One more kiss - 74e partie - Battle Royale Romeo - 75e partie - C'est moi, Romeo |                   |                   |                   |                   |
| 5 | 18 octobre 2016   | 4-09-127278-9     | 22 août 2018      | 978-2-344-02881-0 |
| Liste des chapitres : - 76e partie - Juliet Game - 77e partie - le baiser de la victoire - 78e partie - A la recherche de la Nan Niquan japonaise - 79e partie - Le piège du vestiaire - 80e partie - La nan Niquan japonaise vous informe - 81e partie - Les biscuits de la rose noire - 82e partie - La course aux négatifs - 83e partie - Viens prendre un bain avec moi - 84e partie - Je vais tout manger - 85e partie - Ukyo et les okonomiyaki - 86e partie - Duel d'okonomiyaki - 87e partie - La véritable identité d'Ukyo - 88e partie - Ryoga VS Ukyo - 89e partie - Une lettre d'amour aux petits oignons - 90e partie - Je suis la fiancée de Ryoga - 91e partie - Un rendez-vous longtemps attendu - 92e partie - Happy et Cologne - 93e partie - Amour fugace - 94e partie - Le coup de foudre pour qui? - 95e partie - Akané kidnappée - 96e partie - La canardification de Ranma |                   |                   |                   |                   |
| 6 | 18 novembre 2016  | 4-09-127279-7     | 17 octobre 2018   | 978-2344031179    |
| Liste des chapitres : - 97e partie – Akané en canard - 98e partie – Bon courage, Mousse - 99e partie – Mousse en heureux - 100e partie - La charge de Tsubasa Kurenai ! - 101e partie – La charge du déjeuner - 102e partie – La charge du rencard - 103e partie – Ryoga rentre chez lui - 104e partie – Coucou Frérot ! - 105e partie – Yoiko s’égare - 106e partie – L’arcane légendaire - 107e partie – Main basse sur le manuscrit - 108e partie – L’explosion du bouquet final !! - 109e partie – Dans mes bras à tout prix - 110e partie – Calîn au clair de lune - 111e partie – Super Akané - 112e partie – Jeu de volant musclé - 113e partie – Effets secondaires dramatiques - 114e partie – Le retour du proviseur - 115e partie – Aventure dans le bureau du proviseur ! - 116e partie – Le fils du proviseur - 117e partie – A un cheveu près |                   |                   |                   |                   |
| 7 | 18 décembre 2016  | 4-09-127280-0     | 6 février 2019    | 978-2344033746    |
| Liste des chapitres : - 118e partie – Riposte tiréé par les cheveux - 119e partie – Retard obligatoire - 120e partie – Le savon du bonheur - 121e partie - Le piège des Cupidons - 122e partie – Arrête de nous suivre ! - 123e partie – Le plus important des deux ? - 124e partie – Vigoureuse étreinte - 125e partie – Le légendaire moxa maléfique - 126e partie – Le plus faible des hommes - 127e partie – Pas de rémission pour Ranma ? - 128e partie – Le hameau des moxas - 129e partie – L’enfer de la spirale !! - 130e partie – L’homme stoïque - 131e partie – L’explosion du dragon ascendant - 132e partie – C’est parti pour la revanche ! - 133e partie – Happosai le sage - 134e partie – Happosai s’enflamme ! - 135e partie – Impitoyable tempête de confettis - 136e partie – La guérison de Ranma !! - 137e partie – Maomolong le grelot hanté - 138e partie – L’épouse du terrible chat fantôme                                                                                                  |                   |                   |                   |                   |
| 8 | 18 janvier 2017   | 4-09-127284-3     | 17 avril 2019     | 978-2344033753    |
| Liste des chapitres : - 139e partie – Leçons de natation pour une enclume - 140e partie – Ténacité subaquatique - 141e partie – Viens dehors, on va s’expliquer ! - 142e partie - La marque mystérieuse - 143e partie – L’incroyable puissance du graffiti ! - 144e partie – Ryoga dans une impasse - 145e partie – La disparition de la marque - 146e partie – Les disciples du Père Noël - 147e partie – Mangan-maru, le sabre sacré - 148e partie – Le rendez-vous tant attendu - 149e partie – Le troisième vœu - 150e partie – King, le roi du jeu - 151e partie – Un pari sur le lendemain - 152e partie – Poker face! - 153e partie – Le coup de poker du flambeur - 154e partie – A la poursuite de la natte - 155e partie – Le seau brisé - 156e partie – Le secret de la moustache de dragon - 157e partie – La foire d’empoigne - 158e partie – Tous au sources thermales - 159e partie – Bataille thermale à Hurlesource !                                                                                  |                   |                   |                   |                   |
| 9 | 17 février 2017   | 4-09-127285-1     | 5 juin 2019       | 978-2344033760    |
| Liste des chapitres : - 160e partie – La course à trois jambes - 161e partie – Le bain mixte de Hurlesource - 162e partie – Ranma jette l’éponge !? - 163e partie - L’ultime choix - 164e partie – Lointaine arrivée - 165e partie – J’ai l’honneur de vous présenter la gastronomie martiale - 166e partie – Le manoir aux délices et aux mystères - 167e partie – La demoiselle affamée - 168e partie – Technique fatale ! Gourmet du foie gras ! - 169e partie – Entraînement dans la salle du bains - 170e partie – La technique enfin maitrisé ?! - 171e partie – Guerre en cinq services - 172e partie – Après le repas - 173e partie – J’ai pas besoin de Ranma - 174e partie – Déclaration sincère - 175e partie – Les sentiments de Nabiki - 176e partie – Pardon Ranma - 177e partie – Pardon, Akané - 178e partie – Le labyrinthe de l’amour et de la vengeance - 179e partie – La peinture maudite - 180e partie – Le démon venu de Zhou Quan Xiang                                                         |                   |                   |                   |                   |
| 10 | 17 mars 2017      | 4-09-127286-X     | 28 août 2019      | 978-2-344-03377-7 |
| Liste des chapitres : - 181e partie – L’identité du démon - 182e partie – Où est Akané ? - 183e partie – Un escadron de sauvetage pour Akané - 184e partie - La forteresse au milieu des eaux - 185e partie – Un piège jaillit - 186e partie – L’eau chaude contre-attaque - 187e partie – Le météore du collant - 188e partie – Il s’appellera… - 189e partie – La traversée du temps(1) - 190e partie – La traversée du temps(2) - 191e partie – L’homme à la pastèque - 192e partie – Le harceleur de la plage - 193e partie – Attrape-moi dans le champ de pastèques - 194e partie – La sauce décennale - 195e partie – La sauce de l’amour partagé - 196e partie – La vérité vraie - 197e partie – Le couple fallacieux - 198e partie – Pour qu’elle me déteste - 199e partie – Cauchemar à la ville thermale - 200e partie – La poupée de papier - 201e partie – Les pilules de la servitude |                   |                   |                   |                   |
| 11 | 18 avril 2017     | 4-09-127287-8     | 6 novembre 2019   | 978-2-344-03378-4 |
| Liste des chapitres : - 202e partie – Le furieux rugissement du lion ! - 203e partie – Vers un prélude à la défaite ? - 204e partie – La technique qui attire le malheur - 205e partie - Une technique fatale selon l’humeur - 206e partie – Le lion affronte le tigre !! - 207e partie – La pesanteur de la victoire - 208e partie – La malédiction des 108 coups de cloche - 209e partie – La 108ème demande en mariage - 210e partie – Le vieil homme et la prune - 211e partie – Kuno contre Kuno: un combat fratricide ! - 212e partie – La tempête du scandale - 213e partie – Tu étais fort, mon père - 214e partie – L’oiseau quitte son nid - 215e partie – Le berceau infernal - 216e partie – L’homme au pétale de cerisier - 217e partie – Les sentiments d’Akané - 218e partie – Bourrasque de fleurs de cerisier - 219e partie – Le premier A.M.O.U.R d’une pom-pom girl - 220e partie – Duel de soutiens amoureux - 221e partie – La victoire, c’est l’amour ?! - 222e partie – L’amour au coude à coude |                   |                   |                   |                   |
| 12 | 18 mai 2017       | 4-09-127288-6     | 15 janvier 2020   | 978-2-344-03379-1 |
| Liste des chapitres : - 223e partie – Le choc de l’amour !! - 224e partie – La victoire de l’amour !! - 225e partie – Ranma rencontre sa mère ?! - 226e partie - Promesse d’homme - 227e partie – Mortelle réunion familiale - 228e partie – Au premier coup d’œil - 229e partie – Mère et fils seule à seul !! - 230e partie – Je te déteste du jour au lendemain !! - 231e partie – Dis-moi que tu m’aimes !! - 232e partie – L’amour à contre-courant - 233e partie – La déclaration aura-t-elle lieu ? - 234e partie – L’histoire paranormale de la culotte oubliée - 235e partie – La revanche de Taro-Collant - 236e partie – Sombre arme secrète - 237e partie – La forteresse des bains - 238e partie – Neutraliser les tentacules !! - 239e partie – Cendrillon sur les rivages - 240e partie – Les dettes de Cendrillon - 241e partie – Leçon de cuisine brutale - 242e partie – L’amour et l’amer - 243e partie – De l’amour et des larmes                                                                   |                   |                   |                   |                   |
| 13 | 16 juin 2017      | 4-09-127289-4     | 18 mars 2020      | 978-2-344-03380-7 |
| Liste des chapitres : - 244e partie – L’amour à la mort - 245e partie – A fond la forme - 246e partie – Les clients de Neko Hanten - 247e partie - Le royaume des fauves - 248e partie – Le trésor perdu - 249e partie – Joute féminine dans un bain en plein air !! - 250e partie – Filature au mont Horai - 251e partie – Mort au mont Horai - 252e partie – La tragédie du Zhishuitong - 253e partie – La cascade du trésor - 254e partie – Le Kaishuihu hors de portée - 255e partie – La furieuse confession de Herb - 256e partie – Debout Ranma ! - 257e partie – Ranma devient un homme !! - 258e partie – Heureuse de te revoir, Ranma - 259e partie – La prof principale est une femme fatale !! - 260e partie – La mystérieuse pièce de cinq yens - 261e partie – La femme la plus forte de tous les temps - 262e partie – Vite activer les points de pression ! - 263e partie – La formation infernale - 264e partie – Rendre la monnaie de sa pièce                                                        |                   |                   |                   |                   |
| 14 | 18 juillet 2017   | 4-09-127290-8     | 27 mai 2020       | 978-2-344-03381-4 |
| Liste des chapitres : - 265e partie – La routine santé ultime ! - 266e partie – Akané part en voyage - 267e partie – Les souvenirs refont surface - 268e partie - Le secret de la forêt mystérieuse - 269e partie – La fontaine de vie - 270e partie – À l'ombre des arbres - 271e partie – Adieu, Akané - 272e partie – La plus rare de toutes les créatures !! - 273e partie – La colère du serpent ! - 274e partie – La huitième tête - 275e partie – Je te confie Akané - 276e partie – Souffle dans ta corne !! - 277e partie – On rentre ensemble - 278e partie – Quelques mots pour toi - 279e partie – Mortelle visite à domicile ! - 280e partie – Main basse sur Soun - 281e partie – L'amour en fuite - 282e partie – La lorgnette d'invisibilité - 283e partie – Demande-moi pardon à genoux !! - 284e partie – Le pire des minables - 285e partie – Les crocs de la mer |                   |                   |                   |                   |
| 15 | 18 août 2017      | 4-09-127294-0     | 1er juillet 2020  | 978-2-344-03382-1 |
| Liste des chapitres : - 286e partie – Fais-moi des compliments ! - 287e partie – La grotte des cœurs brisés - 288e partie – La sortie de la rupture - 289e partie - Rendez-nous les évaluations !! - 290e partie – Bonjour, maman. C'est moi, Ranma - 291e partie – L'océan ancestral contre la montagne ancestrale - 292e partie – Ranma contre Ranma - 293e partie – L'entrainement de l'océan - 294e partie – Une lettre de maman - 295e partie – L'océan ancestral à la vitesse de la lumière - 296e partie – Maison de mer, chalet de montagne - 297e partie – La tragédie de la montagne ancestrale - 298e partie – La technique invisible - 299e partie – La vérité du parchemin - 300e partie – Les larmes de Ranma - 301e partie – Le terrible sabre du phénix - 302e partie – L'invincible sabre du phénix - 303e partie – Graine de discorde - 304e partie – La fleur maternelle, oui ! - 305e partie – Shampoo captive - 306e partie – La forêt des herbes vénéneuses                                       |                   |                   |                   |                   |
| 16 | 15 septembre 2017 | 4-09-127295-9     | 16 septembre 2020 | 978-2-344-03383-8 |
| Liste des chapitres : - 307e partie – La dernière potion - 308e partie – Démon et haricots - 309e partie – Le défi de Kashao - 310e partie – Le roi de la dette contre la reine des radins - 311e partie – L'enfer des 10 yens ! - 312e partie – Le printemps de Ryoga - 313e partie – J'aime les cochons ! - 314e partie – Le couple idéal - 315e partie – L'ire capillaire - 316e partie – Esprit combatif infini - 317e partie – Leçon d'anglais ! - 318e partie – La tragédie de l'homme-cerisier - 319e partie – Ranma s'enrhume - 320e partie – Chaleureuses retrouvailles ?! - 321e partie – Jusqu'à demain matin - 322e partie – La spatule maudite - 323e partie – L'apprenti d'Happosai - 324e partie – Le papillon chamarré - 325e partie – La danse du papillon - 326e partie – Jour de chance, personne à la maison ! - 327e partie – Akané et Akari |                   |                   |                   |                   |
| 17 | 18 octobre 2017   | 4-09-127296-7     | 6 janvier 2021    | 978-2-344-04050-8 |
| Liste des chapitres : - 328e partie - Le parapluie partagé - 329e partie - Le cours de natation de tous les dangers ! - 330e partie - Nouilles froides d'été taille XXL - 331e partie - La vengeance de la poupée - 342e partie - Le piège de la poupée - 333e partie - Aloha ! Classe de survie - 334e partie - Une fille lumineuse - 335e partie - Rouge se transforme !! - 336e partie - L'origine du pouvoir - 337e partie - À deux contre les flammes - 338e partie - Technique secrète ! Friction manuelle de la piété filiale - 339e partie - Asuka le lys blanc - 340e partie - Règlement de comptes par amoureux interposés ! - 341e partie - L'élue des arts martiaux - 342e partie - Les manigances de Ranma - 343e partie - Moi qui étais sincère pour la première fois... - 344e partie - La distance entre eux - 345e partie - Le remède de l'amour - 346e partie - Kasumi en colère - 347e partie - Le nombre des années - 348e partie - En route pour la forêt aux champignons !                        |                   |                   |                   |                   |
| 18 | 17 novembre 2017  | 4-09-127297-5     | 3 février 2021    | 978-2-344-04130-7 |
| Liste des chapitres : - 349e partie - Lointains seize centimètres - 350e partie - Les deux Shampoo - 351e partie - Gratitude nocturne - 352e partie - À cheval sur ses pensées - 353e partie - Voyage aux sources thermales - 354e partie - Pris en chasse par un poulpe - 355e partie - Duel à mort masqué - 356e partie - Le canon à haricots - 357e partie - Un petit cœur - 358e partie - À bas le proviseur ! - 359e partie - Vous vous prosternerez devant moi ! - 360e partie - Combat de tour de poitrine ! - 361e partie - Une sanction pour les pervers ! - 362e partie - Mamelles et maman - 363e partie - Retrouvailles endimanchées - 364e partie - Regarde-moi tel que je suis vraiment - 365e partie - Le cauchemar de l'encens narcotique - 366e partie - Le sourire mortel - 367e partie - Les deux Ranma - 368e partie - Triangle amoureux isocèle - 369e partie - Récupère le poudrier !! |                   |                   |                   |                   |
| 19 | 18 décembre 2017  | 4-09-127298-3     | 7 avril 2021      | 978-2-344-04131-4 |
| Liste des chapitres : - 370e partie - Le couple ultime - 371e partie - Seuls tout les deux - 372e partie - Les terribles sœurs Kunoichi - 373e partie - La malheureuse Kunoichi - 374e partie - Konatsu déserte - 375e partie - Ranma contre Konatsu - 376e partie - Le bonheur de Konatsu - 377e partie - Le bambou de l'amour - 378e partie - Le complot de la plage aux méduses - 379e partie - Coming soon - 380e partie - La tombe des Saotomé - 381e partie - Les retrouvailles des Saotomé - 382e partie - Les doutes d'une mère - 383e partie - Le suicide de Ranma - 384e partie - Retrouvailles et séparations - 385e partie - Ranma quitte le dojo Tendo - 386e partie - Le cadeau de maman - 387e partie - L'anneau de la discorde - 388e partie - Les affaires reprennent tant bien que mal - 389e partie - La messagère de Zhou Quan Xiang - 390e partie - Lutte pour la carte de Zhou Quan Xiang |                   |                   |                   |                   |
| 20 | 18 janvier 2018   | 4-09-127299-1     | 2 juin 2021       | 978-2-344-04132-1 |
| Liste des chapitres : - 391e partie - L'œuf de Shampoo - 392e partie - Ranma va en Chine !! - 393e partie - Le Prince du mont Phénix - 394e partie - Le labyrinthe souterrain - 395e partie - Combat aérien au mont Phénix - 396e partie - Akané à Zhou Quan Xiang - 397e partie - L'anomalie de Zhou Quan Xiang - 398e partie - L'évasion d'Akané - 399e partie - Le phénix et le dragon - 400e partie - La transformation de Safran - 401e partie - Le robinet du dragon - 402e partie - L'ultime souvenir - 403e partie - La naissance de Safran - 404e partie - Combat Final - Ranma contre Safran !! - 405e partie - Le pouvoir su Serpent de Lune - 406e partie - Le Sourire d'Akané - Dernier chapitre - Ranma et Akané |                   |                   |                   |                   |

## Adaptations

### Séries télévisées et OVA
- 1989-92 : Ranma ½. La série télévisée compte 161 épisodes et couvre les 22 premiers tomes du manga. Un certain nombre d'épisodes sont originaux et n'ont pas d'équivalents dans le manga. D'autres sont des adaptations d'histoires du manga, en général simplifiées pour des questions de durée (les histoires du manga sont de longueur très variable). La série est initialement diffusée en France dans le Club Dorothée sur TF1 sous une forme tronquée (censure).
- 1993-2008 : OAV. La série ne couvrant que la moitié de l'œuvre, dix OAV ont été réalisés en supplément. Aucun ne traite les deux derniers tomes du manga (l'histoire finale). Un onzième OAV de 30 min a été présenté à l'exposition « It's A Rumic World » à Tokyo en 2008 à l'occasion du 50e anniversaire du magazine Weekly Shōnen Sunday. Intitulé « Nightmare! Insense of Spring Sleep! », l'OAV est une adaptation d'un chapitre du même nom du tome 34 du manga et est sorti en DVD au Japon le 29 janvier 2010.
  - 1993 : Shampoo hyôen! Hanten Hôshu no wazawai (La malédiction des bijoux contraires)
  - 1993 : Tendo-ke scramble Christmas (Un Noël mouvementé chez les Tendô)
  - 1994 : Akane versus Ranma. Okaasan no aji wa watashi ga mamoru! (C'est moi qui perpétuerai les saveurs de maman)
  - 1994 : Gakuen ni fuku arashi! Adult change Hinako-sensei (Tempête sur le lycée)
  - 1994 : Michi o tsugu mono (La voie de la succession), en deux parties
  - 1995 : Yomigaeru kioku (Souvenirs d'enfance), en deux parties
  - 1995 : Aa noroi no harendô! Waga ai wa towai ni (La grotte maudite)
  - 1995 : Jaaku no oni (L'ogre malfaisant)
  - 1996 : Futari no Akane "Ranma, watashi o mite!" (La poupée maléfique)
  - 2008 : Akumu! Shunmin ko (Cauchemar ! L'encens du profond sommeil)
- 2024 : Une nouvelle adaptation de la série est produite par le studio MAPPA. La première saison est diffusée entre octobre[4] et décembre 2024. La deuxième saison sortira en octobre 2025[5].

### Films d'animation
- 1991 : Chuugoku Nekonron daikessen! Okite yaburi no gekitou hen! (La grande bataille de Chine)
- 1992 : Kessen tougenkyou! Hanayomewo torimodose! (Rendez-nous nos copines!)
- 1994 : Chô-musabetsu kessen! Ranma-team versus densetsu no hôhô (Le phénix légendaire).

### Téléfilm live
Un téléfilm live de deux heures a été diffusé le 9 décembre 2011 sur NTV. Il est scénarisé par Yoshihiro Izumi et se concentre sur le personnage de Akane Tendo.